# Singapur na Letnich Igrzyskach Olimpijskich 1992
Singapur na Letnich Igrzyskach Olimpijskich 1992 reprezentowało 14 zawodników: jedenastu mężczyzn i trzy kobiety. Był to 10 start reprezentacji Singapuru na letnich igrzyskach olimpijskich.

## Skład kadry

### Badminton
Kobiety
- Zarinah Abdullah - gra pojedyncza - 17. miejsce,

Mężczyźni
- Abdul Hamid Khan - gra pojedyncza - 17. miejsce,
- Donald Koh - gra pojedyncza - 33. miejsce,
- Abdul Hamid Khan, Donald Koh - gra podwójna - 17. miejsce,

### Judo
- Ho Yen Chye waga powyżej 95 kg - 21. miejsce,

### Pływanie
Kobiety
- Joscelin Yeo

50 m stylem dowolnym - 34. miejsce,
100 m stylem dowolnym - 33. miejsce,
200 m stylem dowolnym - 28. miejsce,
400 m stylem dowolnym - 28. miejsce,
100 m stylem motylkowym - 31. miejsce,
200 m stylem zmiennym - 33. miejsce,
- May Ooi

50 m stylem dowolnym - 46. miejsce,
200 m stylem dowolnym - 36. miejsce,
400 m stylem dowolnym - 32. miejsce,
100 m stylem motylkowym - 34. miejsce,
200 m stylem motylkowym - 32. miejsce,
200 m stylem zmiennym - 36. miejsce,
400 m stylem zmiennym - 30. miejsce,
Mężczyźni
- Kenneth Yeo

50 m stylem dowolnym - 56. miejsce,
100 m stylem dowolnym - 56. miejsce,
200 m stylem dowolnym - 39. miejsce,
400 m stylem dowolnym - 43. miejsce,
- Gary Tan

200 m stylem grzbietowym - 38. miejsce,
100 m stylem motylkowym - 51. miejsce,
200 m stylem motylkowym - 37. miejsce,
200 m stylem zmiennym - 40. miejsce,
- Desmond Koh

200 m stylem klasycznym - 32. miejsce,
200 m stylem zmiennym - 31. miejsce,
400 m stylem zmiennym - 21. miejsce,

### Strzelectwo
- Ch`ng Seng Mok - trap - 48. miejsce,

### Szermierka
Mężczyźni
- Wong James

floret indywidualnie - 57. miejsce,
szpada indywidualnie - 50. miejsce,
- Tan Ronald

floret indywidualnie - 58. miejsce,
szpada indywidualnie - 65. miejsce,

### Żeglarstwo
- Chan Joseph, Siew Shaw Her - klasa 470 mężczyzn - 34. miejsce,